# Adrian Komnen
Adrian Komnen (gr. Ἁδριανὸς Κομνηνός, zm. 1105) – bizantyński arystokrata, młodszy brat cesarza Aleksego I Komnena. 

## Życiorys
Był synem Jana Komnena i Anny Dalasseny. Jego żoną była Zoe Dukas. Mieli następujące dzieci: 
- Eudokię Komnenę, żonę Aleksego Tarchaniotesa.
- Andronika Komnena, żonatego z Eudokią Doukainą.
- Aleksego Komnena, sebastosa, jego żoną była Irena Synadene.
- Annę Komnenę, żonę Aleksego Paleologa.
- Adriana Komnena, mnicha.